# Зотова, Ольга Юрьевна
Ольга Юрьевна Зотова (род. 21 мая 1973, Свердловск, РСФСР, СССР) — российский учёный-психолог, член-корреспондент РАО (2017).

## Биография
Родилась 21 мая 1973 года в Свердловске.
В 1996 году — окончила Гуманитарный университет (Екатеринбург) по специальности «психология».
В 2006 году — защитила кандидатскую диссертацию, тема «Влияние мотивации на социальное восприятие профессионального взаимодействия сотрудников милиции».
В 2011 году — защитила докторскую диссертацию, тема: «Социально-психологическая безопасность личности».
С 2002 года — работает в Гуманитарном университете (г. Екатеринбург), в настоящее время — декан факультета социальной психологии, профессор кафедры общей и прикладной психологии.
С 2012 года — руководитель магистерской программы по направлению 030300 — «Психология».
С 2014 года — руководитель исследовательской группы Центра комплексных проблем психологии безопасности РАО.
В 2017 году — избрана членом-корреспондентом РАО от Отделения психологии и возрастной физиологии.
С 2016 по 2018 годы — член научного коллектива Гранта Российского научного фонда № 16-18-00032 «Доверие и субъективное благополучие личности как основа психологической безопасности современного общества».
Старший научный сотрудник Уральского филиала ФКУ «Центр экстренной психологической помощи МЧС России». Руководитель исследовательской группы Центра комплексных проблем психологии безопасности (РАО). Главный внештатный педагог-психолог Уральского федерального округа.
Член Российского психологического общества.
Автор более 100 работ, в том числе:
- «Психологические проблемы применения огнестрельного оружия работниками силовых структур» (2003 г.)
- «Социально-психологические аспекты мотивов профессиональной деятельности» (2004 г.)
- «Возрастная динамика мотивации профессиональной деятельности сотрудников государственных служб» — в соавторстве (2004 г.)
- «Возрастная динамика коммуникативных особенностей у государственных служащих и работников частного охранного предприятия» (2004 г.)
- «Ценностные ориентации и мотивация профессиональной деятельности сотрудников МВД» — в соавторстве (2005 г.)
- «Влияние мотивационных комплексов на восприятие субъектов межличностного воздействия в профессиональной деятельности сотрудника МВД» (2005 г.)
- «Социальное восприятие в системе мотивации служебного взаимодействия сотрудников МВД» — в соавторстве (2005 г.)
- «Психология безопасности»: Учебное пособие для академического бакалавриата — в соавторстве (2017 г.)

## Награды
- региональные награды